# Сон Сен
Сон Сен (кхмер. សុន សេន, 12 июня 1930, Чавинь, Южный Вьетнам — 10 июня 1997 или 15 июня 1997, Анлонгвэнг, Оддармеантьей) — камбоджийский политик, входивший в руководство красных кхмеров. «Брат номер 89».
Член ЦК Компартии Кампучии с 1974 по 1992 г., министр обороны Демократической Кампучии. Также одно время контролировал тайную полицию режима и отвечал за координацию следственных центров между различными провинциями.
После падения режима с 1979 г. скрывался на территориях, пограничных с Таиландом, вместе с другими членами полпотовского руководства. В ходе внутрипартийной борьбы в 1997 г. был убит по приказу Пол Пота вместе со своей женой Юн Ят, ранее занимавшей пост министра информации, и всеми членами его семьи.

## Биография
Родился в 1930 в южновьетнамской провинции Чавинь, на территории, населённой кхмерами.
В 1946 г. переехал учиться в Пномпень. В 1950-х гг. получал стипендию, позволившую ему учиться в Париже, где он присоединился к группе камбоджийских студентов-марксистов, вставшей впоследствии во главе движения красных кхмеров (Салот Сар — он же Пол Пот, Ким Чанг — он же Иенг Сари, Кхиеу Тирит, …)
В мае 1956 г., возвратившись в Камбоджу, стал директором по учебным вопросам Национального педагогического института.
В 1960 г. вступил в Революционную народную партию Кампучии, которая в 1966 г. была реорганизована в Коммунистическую партию Кампучии.
В 1963 г. ему пришлось бежать из столицы, чтобы укрыться от тайной полиции короля Нородома Сианука. С тех пор его звали «товарищ Кхё» или «брат № 89».
В 1972 г. возглавил вооружённые силы красных кхмеров, которые сражались против режима Лон Нола.
В 1975 г., когда красные кхмеры захватили власть в Пномпене, занял пост заместителя премьер-министра, а затем, в 1976 г., стал министром обороны. В этой должности он возглавлял Сантебаль (тайную полицию), и контролировал деятельность печально известной тюрьмы Туольсленг, более известной как тюрьма S21, и активно участвовал в широком внедрении пыток.
В 1979 г., после вторжения вьетнамцев, он возглавил вооружённые силы красных кхмеров, отступивших на территории, приграничные с Таиландом.
После мирных соглашений в Париже в октябре 1991 г. Сон Сен и Кхиеу Сампхан вернулись в Пномпень для участия в переговорах о коалиционном правительстве, однако их возвращение спровоцировало народное недовольство, и им пришлось срочно вернуться в Таиланд.
В мае 1992 г., в результате внутренних разногласий в руководстве по поводу продолжения участия в переговорах, набиравший влияние Та Мок лишил его влиятельных постов.
В начале 1997 г. в движении красных кхмеров началось широкое брожение, связанное с постоянными поражениями и утратой влияния. Оно особенно усилилось после того, как от движения откололся один из его лидеров Кхиеу Сампхан вместе с большой группой сторонников. В этой связи 10 июня 1997 г. Пол Пот приказал убить Сон Сена и 13 членов его семьи, включая младенцев, по подозрению в нелояльности. Смерть Сон Сена спровоцировала широкое недовольство среди красных кхмеров, терпевших поражения как на дипломатическом фронте, так и в противостоянии с правительством, и послужила поводом к аресту Пол Пота и его отстранению от власти.